# Sultan I bin Saqr al-Qasimi
Sultan I bin Saqr al-Qasimi (in arabo سلطان بن صقر القاسمي‎?; 1781 – 1866), è stato emiro di Sharja dal 1803 al 1840 e dal 1840 al 1866 e di Ras al-Khaima dal 1803 al 1808 e dal 1820 al 1866.

## Regno
Una caratteristica del regno di Sultan fu che egli mise dei parenti come wali a capo degli sceiccati sotto il suo governo. Ras al-Khaima fu governata da Mohammed, fratello di Sultan, dal 1823 fino alla sua morte nel 1845, mentre un altro fratello, Salih, governò Sharja fino al 1838, quando fu sostituito con un figlio di Sultan, Saqr. Nel 1840, tuttavia, Saqr si dichiarò indipendente dal padre e ridusse la tassa sui raccoglitori di perle per ottenere appoggio in città. Alla fine Sultan accettò di ricevere un tributo da Sharja e in cambio permise a Saqr di continuare a governare. Nel dicembre di quell'anno, Salih bin Saqr e un gruppo a lui leale sorprese Saqr nel sonno e lo prese prigioniero. Dopo che riuscì a fuggire, suo padre gli permise di riprendere il suo incarico a Sharja che mantenne fino al 1846, quando fu ucciso durante un combattimento con Umm al-Qaywayn. Venne rimpiazzato da Abd Allah bin Sultan che, tuttavia, rimase ucciso nel 1855 in un combattimento con Hamriyah.
Dopo la morte di Abd Allah, Sultan pose suo nipote, Muhammed bin Saqr, come wali di Sharja. Tuttavia, Khalid, figlio di Sultan, contestò il suo dominio e nel 1859, Sharja fu divisa tra i due. Sultan era ormai anziano e non prese alcun ruolo attivo nel conflitto sull'emirato che alla fine si risolse quando Khalid sparò a Mohammed e gettò il suo corpo in un pozzo nel deserto, verso la fine del 1860.

## Ascesa al trono
Sultan bin Saqr divenne lo sceicco degli al-Qasimi in un periodo in cui la tribù era in guerra con il sultano di Mascate, che rivendicava la sovranità sulle comunità costiere del golfo Persico meridionale. Ebbero luogo un certo numero di incidenti che coinvolsero i britannici, compresi quelli che sembravano sostenere ed essere in cooperazione con il sultano. La reazione aggressiva degli al-Qasimi contro gli inglesi si manifestò in un numero di attacchi da parte della tribù. Nel 1806, Sultan entrò in una tregua che portò a un trattato di pace con gli inglesi. Questo trattato, firmato il 6 febbraio 1806, richiese la restituzione della Trimmer, una nave britannica catturata, e obbligò gli al-Qasimi a rispettare le spedizioni che esponevano la bandiera britannica. In cambio, le navi degli al-Qasimi avrebbero goduto di un accesso senza restrizioni ai porti indiani.

## Esilio
Alla firma del trattato seguirono due anni di pace nel golfo Persico, permettendo a Sultan di concentrare le sue energie contro il suo vecchio nemico, il sultano di Mascate. Nel maggio del 1808 prese il forte di Khor Fakkan. Tuttavia, subito dopo questa vittoria, Sultan fu rimosso dal ruolo di capo degli al-Qasimi dall'emirato di Dirʿiyya e l'anno successivo da quello di sovrano di Ras al-Khaima. Husain bin Ali, lo sceicco di Rams e Dhayah, venne nominato capo wali o esattore delle tasse per conto dei sauditi in quelle terre. Allo stesso tempo, i sauditi conquistarono i forti di Fujaira, Bithnah e Khor Fakkan.
Sultan bin Saqr fu tenuto prigioniero a Riad nel 1809, essendo stato ingannato nel suo viaggio. Scappò e viaggiò attraverso lo Yemen e Mokha fino a Mascate, dove fu ricevuto dal sultano Sa'id.
Un aumento degli attacchi alle imbarcazioni britanniche nel golfo Persico e nell'Oceano Indiano culminò in una richiesta, fatta da Husain bin Ali, che le navi britanniche rendessero omaggio agli al-Qasimi. Oltre a prendere parte a spedizioni a guida saudita contro altri porti del golfo, gli al-Qasimi erano in conflitto con i persiani e con il sultano di Mascate e attaccavano ancora le navi britanniche. Il Regno Unito decise quindi di organizzare una spedizione per sostenere il sultano e abbattere gli al-Qasimi.

## Campagna del Golfo Persico del 1809

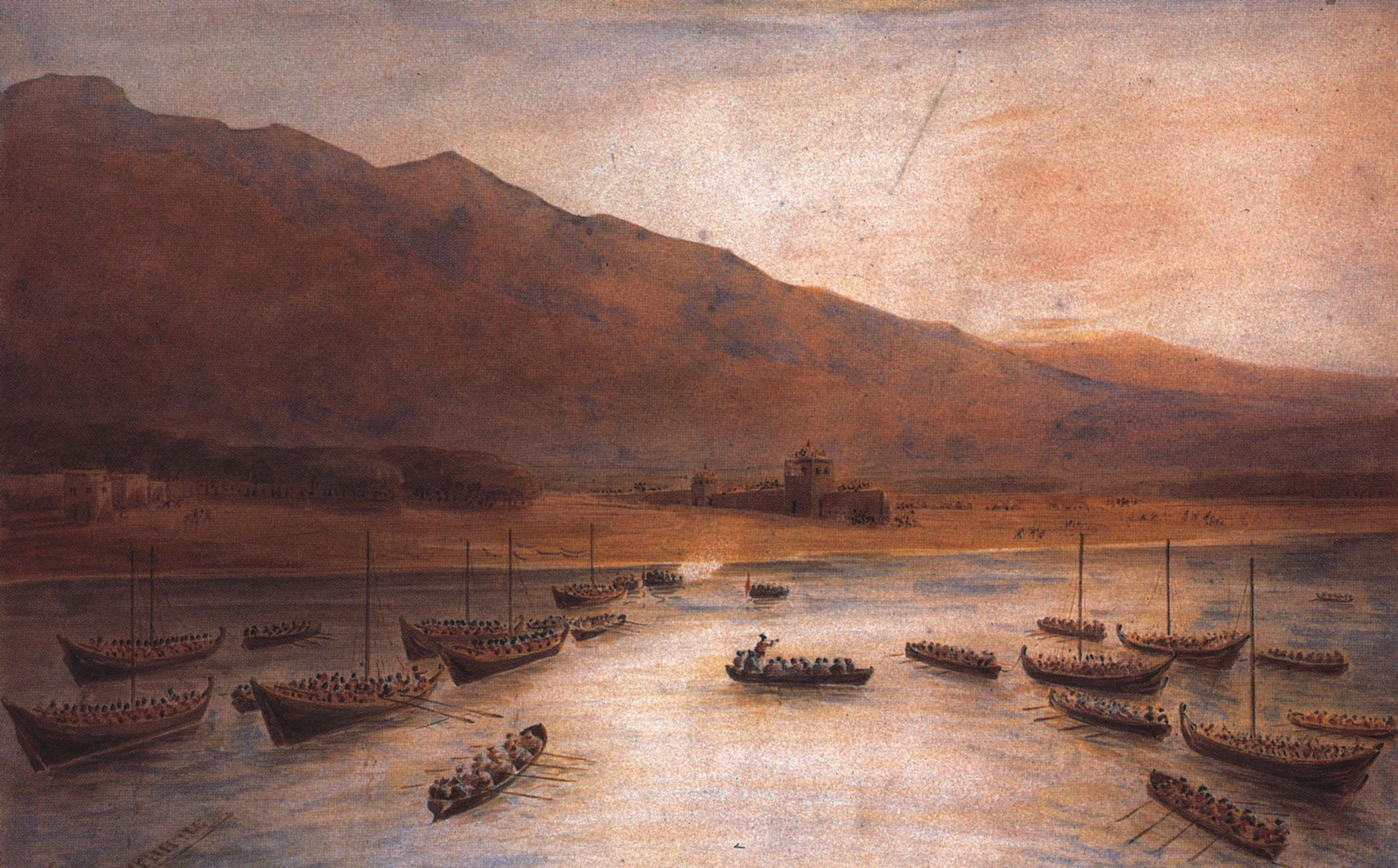
Dipinto raffigurante la forza di spedizione britannica del 1809 che sbarca truppe a Ras al-Khaima.

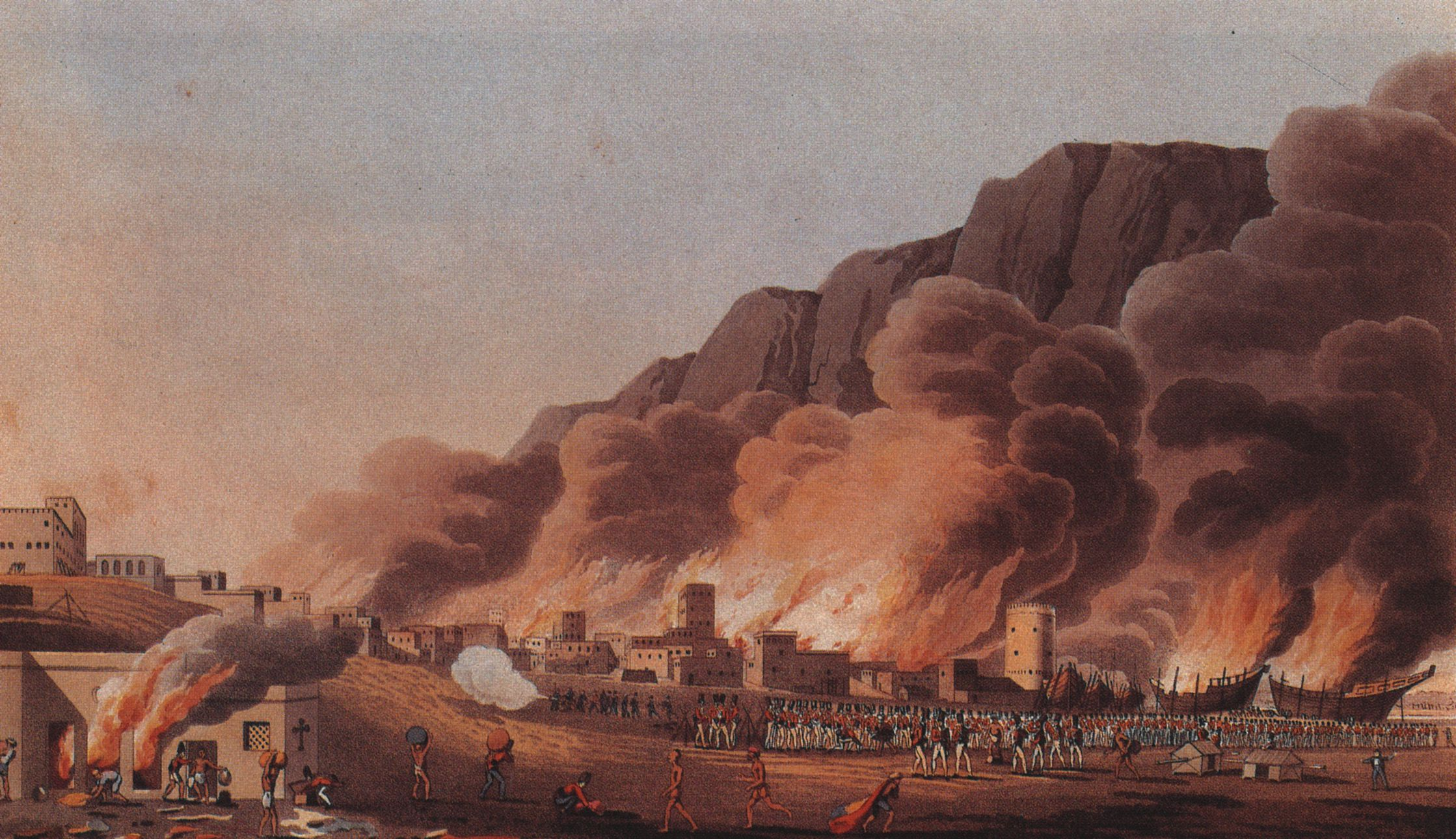
Dipinto raffigurante il saccheggio della città e del porto di Ras al-Khaima.

La campagna del golfo Persico del 1809 iniziò con l'arrivo della flotta britannica a Ras Al Khaimah l'11 novembre. Il giorno successivo bombardarono la città. Lo stesso giorno cercarono di sbarcare. Gli inglesi presero poi Bandar Lengeh e Luft e quindi Khor Fakkan, per conto del sultano di Mascate, e quindi procedettero verso Rams, Jazirah Al Hamrah, Ajman e Sharja.
Con Sultan bin Saqr, il legittimo sovrano di Ras al-Khaima, ancora in esilio, gli inglesi non tentarono di assicurarsi un trattato dopo la spedizione del 1809.
Nel 1813, una spedizione del sultano di Mascate a Ras al-Khaima, con l'obiettivo di restaurare Sultan bin Saqr, fallì. Tuttavia, un'ulteriore sortita l'anno successivo vide Sultan ancora una volta insediato come sovrano non di Ras al-Khaima, ma di Sharjah e Bandar Lengeh, con quest'ultima come sua residenza principale. Ras al-Khaima rimase sotto il governo effettivo del rappresentante saudita, Hassan bin Rahmah.

## La spedizione del 1819 e il trattato del 1820
Sotto Hassan, gli al-Qasimi si trovarono non solo in conflitto con Mascate, ma sempre più con le spedizioni britanniche. Una serie di incidenti portò alla firma di un trattato di pace nel 1814 che a malapena sussisteva. Nel 1819 gli inglesi intrapresero una seconda campagna nel golfo Persico. Questa volta saccheggiarono Ras al-Khaima, rimossero Hassan bin Rahmah e poi procedettero a bombardare e distruggere le fortificazioni e le navi più grandi di Umm al-Qaywayn, Ajman, Fasht, Sharja, Abu Hail e Dubai.
Sultan il 4 febbraio 1820 firmò il trattato marittimo generale presso il forte di Falayah, nell'entroterra di Ras al-Khaima, come "sceicco di Sharja e Ras al-Khaima". Hassan bin Rahmah aveva precedentemente firmato il trattato come "sceicco di Khatt e Falaiha, precedentemente di Ras al-Khaima".
Sultan si mosse rapidamente per affermare la sua influenza, rimuovendo il vecchio sceicco wahhabita di Rams e Dhayah e sostituendolo con il figlio di un ex sceicco e poi mettendo suo figlio Muhammad come wali di Ras al-Khaima. Abd Allah I bin Rashid Al Mu'alla di Umm al-Qaywayn riconobbe il primato del sultano. Degli emirati del nord, solo Ajman si considerava indipendente. Nel 1824 Sultan aveva installato un regime clientelare flessibile a Umm al-Qaywayn e ottenne il riconoscimento della sua sovranità anche da Ajman. Nel 1825 sposò una donna della famiglia regnante di Dubai.
Più tardi nel 1820, Sultan costruì il forte di Sharja. I primi registri britannici del 1830 notano che il forte "si trova su un piccolo entroterra, monta sei cannoni, insieme ad alcune torri staccate [...] In caso di allarme per un nemico, è pieno di alberi da dattero e legno sufficienti a respingere l'attacco degli arabi anche se serve a poco contro le truppe regolari".

## Guerra con Abu Dhabi
Sultan ricostruì la città di Ras al-Khaima utilizzando le macerie del centro storico. Nel 1828, la città fu nuovamente stabilita come insediamento. Incitato da una coalizione tra il suo vecchio nemico, il sultano di Mascate e i Banu Yas di Abu Dhabi, Sultan sfruttò l'opportunità della loro spedizione contro il Bahrein per bloccare la città di Abu Dhabi. Il blocco fu rimosso nel giugno del 1829 dopo gli sforzi di pacificazione portati avanti dello sceicco di Bandar Lengeh. Entrambi i partiti erano desiderosi di prendere parte alla stagione annuale della raccolta di perle. Nel 1831, tuttavia, i beduini fedeli ad Abu Dhabi attaccaronoAjman e Sultan ne prese le difese e dichiarò guerra agli attaccanti. Fu negoziata una breve pace ma ci furono sequestri delle barche per la raccolta delle perle da entrambe le parti. Nel 1833, la sezione di Al Bu Falasah dei Banu Yas si separarono a Dubai sotto Obeid bin Said bin Rashid e Maktum I bin Butti bin Suhail. Sultan decise di sfruttare ancora una volta l'opportunità per muoversi contro Abu Dhabi.
Richiamando a riva le barche per la raccolta di perle di Sharja, una mossa altamente impopolare in quanto si svolse al culmine della stagione, Sultan si imbarcò per Abu Dhabi con 22 imbarcazioni e 520 uomini guidati da lui e da Hassan bin Rahmah e 80 barche che trasportavano 700 uomini degli Al Bu Falasah e di altri secessionisti di Dubai. Il 10 settembre 1833, gli alleati sbarcarono a quattro miglia da Abu Dhabi e si accamparono, pronti a dirigersi verso la città il giorno dopo. Tuttavia, all'alba scoprirono di essere circondati da una grande forza di Banu Yas e di beduini Manasir. Gli invasori fuggirono verso le loro barche ma queste erano finite in secca a causa della marea. Ne seguì una sconfitta: 45 uomini rimasero uccisi e 235 prigionieri. I secessionisti vennero fatti tornare alle loro case ad Abu Dhabi. Gli al-Qasimi persero 6 barche mentre il contingente di Dubai perse 60 delle sue 80 barche. Imperterrito, Sultan si alleò con gli sceicchi di Bandar Lengeh e Ajman e ancora una volta navigò contro Abu Dhabi, nel novembre del 1833. Questa spedizione, pur non riuscendo a conquistare la città con le armi, riuscì comunque a bloccarla.
Il blocco fu efficace: gli al-Qasimi catturarono 30 imbarcazioni di Abu Dhabi, mentre un forte scontro con gli alleati di Sultan a Dubai provocò dieci morti tra le file di Abu Dhabi. Catturarono anche una carovana di 50 cammelli che trasportava datteri e, mentre Abu Dhabi venne ridotta in gravi difficoltà dal blocco, le mosse contro i sostenitori di Dubai via terra e la necessità di portare acqua e rifornimenti da Sharja e Ras al-Khaima indebolirono le forze degli assedianti. Fu organizzata una pace di breve durata, seguita da un accordo più duraturo nel 1834 in base al quale Abu Dhabi accettò che il popolo di Dubai dovesse essere soggetto a Sharja.

## Tregua marittima perpetua del 1853
La guerra, la più duratura e dannosa che vide coinvolte le comunità costiere del golfo Persico fino a quel momento, preparò il terreno per la tregua marittima perpetua del 1853. Questa seguì una serie di trattati negoziati dagli inglesi per avere una tregua stagionale, che entrarono in vigore dal 1835 in poi. Questi trattati annuali duravano otto mesi ciascuno, ma il terzo trattato, su insistenza di Sultan bin Saqr, fu esteso per la durata di un anno intero. I trattati successivi al 1882 furono annuali. A questo punto, venne proposto di estendere il trattato a una durata di dieci anni. Esso, in generale, tenne anche se ci furono diversi casi di litigi e spintoni sulle barche per la raccolta di perle. Successivamente, nel maggio 1853, gli sceicchi siglarono la tregua marittima perpetua: tre firmarono come "capi" delle loro città (Umm al-Qaywayn, Ajman e Dubai) e due, Sa'id bin Tahnun Al Nahyan e Sultan bin Saqr firmano come capi delle loro tribù, rispettivamente i Banu Yas e gli al-Qasimi.

## Accordo con Mascate
Terminando quasi un secolo di conflitti in corso con Mascate, nel 1850 Sultan concordò un compromesso con il sultano che fissò il dominio degli al-Qasimi a nord della linea tra le città di Sharja e Khor Kalba sulla costa orientale con l'esclusione delle terre a nord della linea tra Shaam a ovest e Dibba sulla costa orientale.

## Assedio di Hamriyah
Una sanguinosa faida scoppiò a Sharja tra i membri delle tribù Huwalah e Shwaihiyin e Sultan spostò lo Shwaihiyin, un corpo di recenti immigrati a Sharja che contava circa 500 combattenti, ad Hamriyah, una città sul confine settentrionale tra Ajman e Sharja. Ciò provocò la prima di quelle che sarebbero state le numerose ribellioni di Hamriyah contro il dominio degli al-Qasimi. Nel maggio del 1855 Sultan mise sotto assedio Hamriyah con una forza di suoi uomini, altri 3000 circa provenienti da Ajman e cinque pezzi di artiglieria. Hamriyah era difesa da circa 800 uomini e Abd Allah bin Sultan rimase ucciso durante i combattimenti. Con solo 10 uomini perse tra i difensori di Hamriyah (e circa 60 morti tra gli assedianti), gli inglesi convinsero Sultan a mediare. Lo sceicco sperava che il capitano della nave britannica Clive, Kemball, avrebbe imposto il suo comando su Hamriyah, ma Kemball si rifiutò di attaccare la città per conto di Sultan e negoziò invece una pace che vide lo Shwaihiyin allontanarsi da Hamriyah. Nel 1860, il capo di Hamriyah, Abdulrahman bin Saif, guidò una forza a sostegno di Sharja contro le comunità ribelli di Khan e Abu Hail
Sultan bin Saqr morì nel 1866. Gli succedette suo figlio Khalid.